# Língua quirguiz
A língua quirguiz (кыргыз тили, кыргызча, kyrgyz tili, kyrgyzça,  قىرعىزچا, قىرعىز تىلى) é um idioma turcomano falado principalmente no Quirguistão, mas também nos países vizinhos. É, juntamente com o russo, uma língua oficial do Quirguistão, parente próximo do idioma altai, e mais distante do cazaque.
O quirguiz é falado por cerca de quatro milhões de pessoas no Quirguistão, na China, no Afeganistão, no Cazaquistão, no Tajiquistão, na Turquia, no Uzbequistão, no Paquistão e na Rússia. Hoje em dia, o russo ainda é o principal idioma nas principais cidades, tais como Bisqueque, enquanto o quirguiz continua a perder terreno, especialmente entre as gerações mais jovens.
É escrito numa versão modificada no alfabeto cirílico no Quirguistão, e numa versão do alfabeto árabe na China. O alfabeto latino foi utilizado entre 1928 e 1940 no Quirguistão; depois da independência do país, em 1991, alguns políticos quirguizes planejaram voltar a utilizá-lo, porém o plano não chegou a ser implementado.

## Fonologia

### Vogais
|                 | Anterior    | Anterior        | Posterior   | Posterior |
| não-arredondada | arredondada | não-arredondada | arredondada |           |
| --------------- | ----------- | --------------- | ----------- | --------- |
| Fechada         | i           | y               | ɯ           | u         |
| Média           | e           | ø               |             | o         |
| Aberta          |             |                 | ɑ           |           |

### Consoantes
|             | Labial | Dental/ alveolar | Pós- alveolar | Palatal | Velar/ Uvular |
| ----------- | ------ | ---------------- | ------------- | ------- | ------------- |
| Nasal       | m      | n                |               |         | ŋ             |
| Plosiva     | p b    | t d              |               |         | k/q g/ʁ       |
| Africada    |        |                  | tʃ dʒ         |         |               |
| Fricativa   | f v    | s z              | ʃ             |         |               |
| Lateral     |        | l                |               |         |               |
| Vibrante    |        | r                |               |         |               |
| Aproximante |        |                  |               | j       |               |

## Escrita
No Quirguistão utiliza-se uma versão modificada do alfabeto cirílico, que utiliza todas as letras russas mais as adições de: ң, ү, ө
| Letra | Nome | AFI       | Letra | Nome             | AFI   |
| ----- | ---- | --------- | ----- | ---------------- | ----- |
| А а   | а    | /a/       | П п   | пe               | /p/   |
| Б б   | бе   | /b/       | Р р   | эр               | /r/   |
| В в   | ве   | /v/       | С с   | эс               | /s/   |
| Г г   | ге   | /g~ʁ/     | Т т   | те               | /t/   |
| Д д   | де   | /d/       | У у   | у                | /u/   |
| Е е   | e    | /je/, /e/ | Ү ү   | ү                | /y/   |
| Ё ё   | ё    | /jo/      | Ф ф   | эф               | /ɸ/   |
| Ж ж   | же   | /dʒ/      | Х х   | ха               | /χ/   |
| З з   | зе   | //        | Ц ц   | це               | /ts/  |
| И и   | и    | /i/       | Ч ч   | че               | /tʃ/  |
| Й й   | й    | /j/       | Ш ш   | ша               | /ʃ/   |
| К к   | кa   | /k~q/     | Щ щ   | ща               | /ʃtʃ/ |
| Л л   | эл   | /l/       | Ъ ъ   | ажыратуу белгиси | "     |
| М м   | эм   | /n/       | Ы ы   | ы                | /ɯ/   |
| Н н   | эн   | /n/       | Ь ь   | ичкертүү белгиси | '     |
| Ң ң   | ың   | /ŋ/       | Э э   | э                | /e/   |
| О о   | о    | /o/       | Ю ю   | ю                | /ju/  |
| Ө ө   | ө    | /ø/       | Я я   | я                | /ja/  |

No Xinjiang utiliza-se uma versão modificada do alfabeto árabe.

## Morfologia e sintaxe

### Caso
Os substantivos, no quirguiz, podem apresentar um grande número de desinências de caso, que variam de acordo com a harmonia entre as vogais e o tipo de consoante que as antecedem (ver seção sobre a fonologia).
| Caso       | Forma subjacente | Formas possíveis                                                       | "barco" | "ar"   | "balde"  | "mão"  | "cabeça" | "sal"  | "olho" |
| ---------- | ---------------- | ---------------------------------------------------------------------- | ------- | ------ | -------- | ------ | -------- | ------ | ------ |
| Nominativo | —                | —                                                                      | кеме    | аба    | челек    | кол    | баш      | туз    | көз    |
| Genitivo   | -NIn             | -нын, -нин, -дын, -дин, -тын, -тин, -нун, -нүн, -дун, -дүн, -тун, -түн | кеменин | абанын | челектин | колдун | баштын   | туздун | көздүн |
| Dativo     | -GA              | -га, -ка, -ге, -ке, -го, -ко, -гө, -кө                                 | кемеге  | абага  | челекке  | колго  | башка    | тузга  | көзгө  |
| Acusativo  | -NI              | -ны, -ни, -ды, -ди, -ты, -ти, -ну, -нү, -ду, -дү, -ту, -тү             | кемени  | абаны  | челекти  | колду  | башты    | тузду  | көздү  |
| Locativo   | -DA              | -да, -де, -та, -те, -до, -дө, -то, -тө                                 | кемеде  | абада  | челекте  | колдо  | башта    | тузда  | көздө  |
| Ablativo   | -DAn             | -дан, -ден, -тан, -тен, -дон, -дөн, -тон, -төн                         | кемеден | абадан | челектен | колдон | баштан   | туздан | көздөн |

Normalmente a decisão entre a pronúncia velar ([g], [k]) e a pronúncia uvular ([ʀ] e [q]) de /г/ and /к/ se baseia na posterioridade na vogal seguinte - isto é, uma vogal posterior implica num som mais uvular e uma vogal anterior implica um som velar - e a vogal dos sufixos é decidida baseando-se na vogal que a precede na palavra. No entanto, com o sufixo dativo, a vogal é decidida normalmente, enquanto a decisão entre velares e uvulares pode ser decidida pela consoante que faça contato, como, por exemplo, банк /bank/ 'bank' + GA gera банкка /bankka/, não /bankqa/, como seria de se imaginar, pela vogal precendente.

### Pronomes
O quirguiz tem oito pronomes pessoais:
| Singular                  | Singular               | Plural                    | Plural                |
| Quirguiz (transliteração) | Português              | Quirguiz (transliteração) | Português             |
| ------------------------- | ---------------------- | ------------------------- | --------------------- |
| Мен (Men)                 | Eu                     | Биз (Biz)                 | Nós                   |
| Сен (Sen)                 | Tu (singular informal) | Силер (Siler)             | Vós (plural informal) |
| Сиз (Siz)                 | Você (singular formal) | Сиздер (Sizder)           | Vocês (plural formal) |
| Ал (Al)                   | Ele/Ela                | Алар (Alar)               | Eles                  |

A declinação dos pronomes é esboçada na tabela seguinte. Os pronomes no singular (com a exceção de сиз, que costumava ser plural) exibem irregularidades, enquanto os pronomes no plural não. As formas irregulares estão destacadas em negrito.
|     | Singular | Singular | Singular | Singular | Plural | Plural   | Plural    | Plural  |
|     | 1ª       | 2ª inf   | 2ª frm   | 3ª       | 1ª     | 2ª inf   | 2ª frm    | 3ª      |
| --- | -------- | -------- | -------- | -------- | ------ | -------- | --------- | ------- |
| Nom | мен      | сен      | сиз      | ал       | биз    | силер    | сиздер    | алар    |
| Ac  | мени     | сени     | сизди    | аны      | бизди  | силерди  | сиздерди  | аларды  |
| Gen | менин    | сенин    | сиздин   | анын     | биздин | силердин | сиздердин | алардын |
| Dat | мага     | сага     | сизге    | ага      | бизге  | силерге  | сиздерге  | аларга  |
| Loc | менде    | сенде    | сизде    | анда     | бизде  | силерде  | сиздерде  | аларда  |
| Abl | менден   | сенден   | сизден   | андан    | бизден | силерден | сиздерден | алардан |

Além dos pronomes, existem diversos conjuntos de morfemas que designam a pessoa gramatical:
|                | pronome | cópulas | tempo presente | terminações possessivas | passado/condicional | imperativo   |
| -------------- | ------- | ------- | -------------- | ----------------------- | ------------------- | ------------ |
| 1ª sing        | мен     | -mIn    | -mIn           | -(I)m                   | -(I)m               | -AyIN        |
| 2ª sing        | сен     | -sIŋ    | -sIŋ           | -(I)ŋ                   | -(I)ŋ               | —, -GIn      |
| 2ª formal sing | сиз     | -sIz    | -sIz           | -(I)ŋIz                 | -(I)ŋIz             | -GIlA        |
| 3ª sing        | ал      | —       | -t             | -(s)I(n)                | —                   | -sIn         |
| 1ª pl          | биз     | -BIz    | -BIz           | -(I)bIz                 | -(I)K               | -AyIK        |
| 2ª pl          | силер   | -sIŋAr  | -sIŋAr         | -(I)ŋAr                 | -(I)ŋAr             |              |
| 2ª formal pl   | сиздер  | -sIzdAr | -sIzdAr        | -(I)ŋIzdAr              | -(I)nIzdAr          |              |
| 3ª pl          | алар    | —       | -(I)şAt        | -(s)I(n)                | —                   | -sIn, -IşsIn |